# 石川三郎 (政治家)

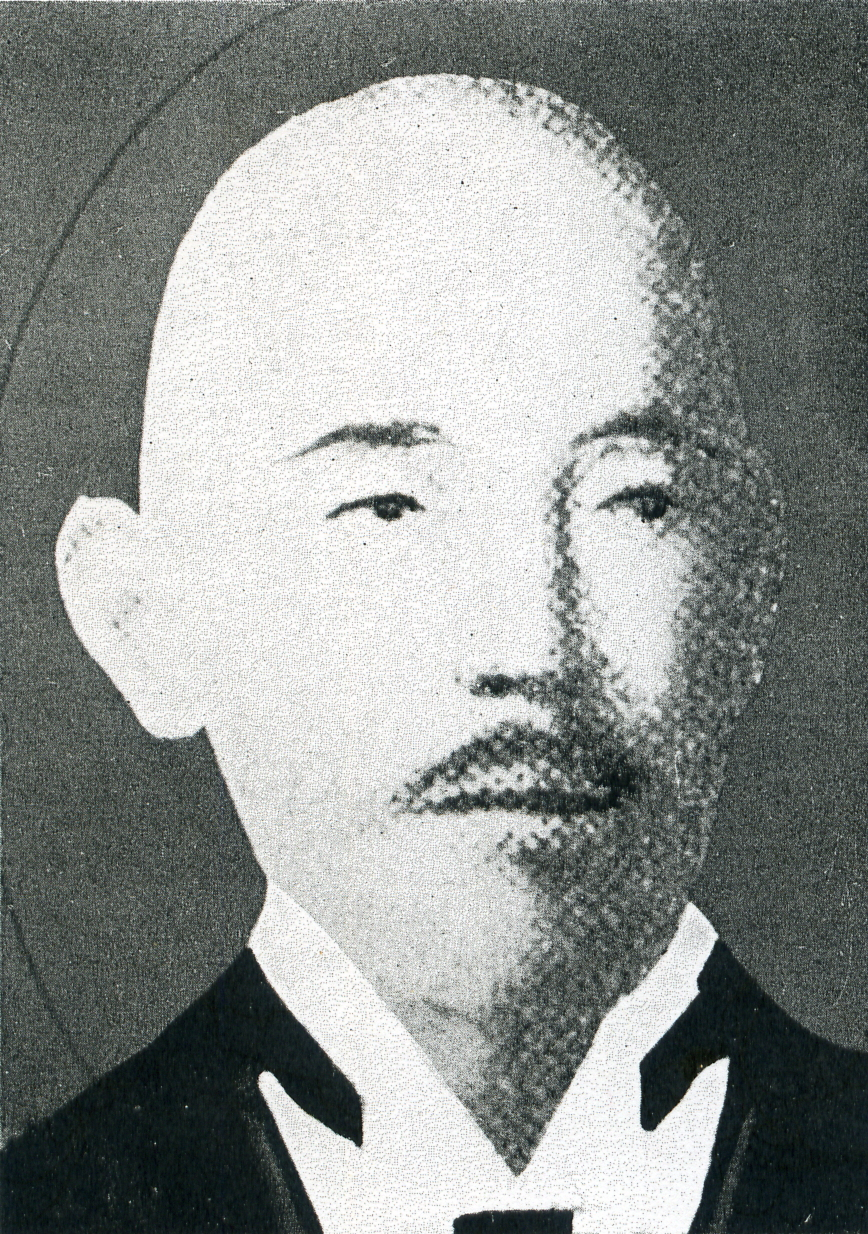
石川三郎

石川 三郎（いしかわ さぶろう、1881年（明治14年）5月19日 - 1940年（昭和15年）12月10日）は、明治後期から昭和前期の陸軍軍人、政治家。貴族院多額納税者議員、衆議院議員（立憲政友会）、佐賀県砥川村長。

## 経歴
佐賀県小城郡砥川村柳鶴（現在の江北町）出身。大地主・石川源蔵の三男として生まれる。砥川小学校、佐賀県立佐賀中学校を卒業。1900年（明治33年）、陸軍士官学校に入学し、1901年（明治34年）11月22日に卒業（13期）し、1902年（明治35年）6日23日に砲兵少尉に任じられた。日露戦争に従軍し、砲兵中尉に昇進。1906年（明治39年）陸軍砲工学校に入学し、1908年（明治41年）に同校高等科を卒業して砲兵大尉に任ぜられた。その後、陸軍重砲兵射撃学校や陸軍士官学校で教官を務めたが、1913年（大正2年）2月18日に予備役となった。
その後、砥川村会議員、佐賀県会議員を経て、1920年（大正9年）の衆議院補欠選挙で当選した。1925年（大正14年）佐賀県多額納税者として貴族院多額納税者議員に互選され同年9月29日に就任し、1932年（昭和7年）に再選された。同年、砥川村長に就任し、8年間にわたって農村の振興に尽力した。1939年（昭和14年）9月28日、貴族院議員に2期在任し任期満了で退任した。